# Albergo Quarnero
L'albergo Quarnero (in croato: Hotel Kvarner) è un albergo di Abbazia, in Croazia, considerato il primo albergo ad aver aperto sulla costa orientale adriatica.